# دن کوتس
دن کُوْتْسْ (به انگلیسی: Dan Coats) (زادهٔ ۱۶ مه ۱۹۴۳) سیاستمدار آمریکایی است که هم‌اکنون به عنوان اداره‌کننده اطلاعات ملی که نقش رئیس کل تشکیلات اطلاعاتی آمریکا را دارد مشغول به کار است. کوتس با اکثریت قاطع آرا برای این سمت رای اعتماد گرفت. او در این سمت وظیفه هماهنگ‌کردن ۱۷ دستگاه اطلاعاتی فعال در ایالات متحده و از جمله سیا را بر عهده دارد. او پیشتر سناتور ایندیانا در سنای ایالات متحده آمریکا است که برای نخستین‌بار در ۳ ژانویه ۲۰۱۱ به‌عضویت این مجلس درآمد. او پیشتر سفیر ایالات متحده در آلمان بود.